# Antirăzboinică
Antirăzboinică este primul LP și al doilea material discografic semnat Valeriu Sterian. Discul, lansat în anul 1979 la Electrecord, reunește 10 cântece de factură folk rock cu influențe progresive, pe alocuri country, atmosfera creată făcând trimitere către sunetul formației Sfinx. De altfel, la momentul înregistrării albumului, neavând încă o formație proprie, Sterian a apelat pentru imprimările din studio la doi membri ai grupului Sfinx – Dan Andrei Aldea la chitară electrică și Nicolae Enache la instrumente cu clape – respectiv la Dan Bădulescu (la rândul său fost component Sfinx) la bas și chitară acustică, acesta din urmă fiind însă omis de pe coperta discului. Mesajele pieselor abordează teme cu care Vali Sterian se făcuse cunoscut publicului din epocă, în cadrul Cenaclului Flacăra, precum: dezarmarea și pacifismul („Antirăzboinică”, „Cântec pentru pace”), stări metafizice de mare sensibilitate („Cântec de leagăn”, „Dormi în pace”), sacrul și continuitatea („Casă bătrânească”, „Glasul pământului”, „Ardeal”, „Moara”), critica socială („Baladă pentru Omul sistem”, „Problema e una”). Antirăzboinică conturează un tablou muzical omogen și reprezintă unul dintre albumele referențiale ale folkului românesc. Grafica inițială a discului propunea o copertă neagră, cu un individ în partea de jos ce ținea în mână o umbrelă deasupra căreia se afla o bombă. Cenzura a interzis apariția acelei bombe, motiv pentru care discul a apărut cu o variantă modificată de copertă.

## Piese
1. Antirăzboinică
2. Cântec de leagăn
3. Casă bătrânească
4. Baladă pentru „Omul sistem”
5. Ardeal
6. Moara
7. Dormi în pace
8. Glasul pământului
9. Cântec pentru pace
10. Problema e una

Muzică: Valeriu Sterian

Versuri: Adrian Păunescu (1, 10); Valeriu Sterian (2, 4, 6-9); Arcadie Donoș (3); Mircea Micu (5)

## Personal
- Valeriu Sterian – voce, chitară acustică, double-six, percuție (bongos)
- Dan Andrei Aldea – chitară electrică (1, 3, 5-10)
- Nicolae Enache – sintetizator, pian electric
- Dan Bădulescu – chitară acustică (4, 7, 8); bas
- Iulian Constantinescu – tobe (3, 10); percuție

Înregistrări muzicale realizate în studioul „Tomis”, București.
Maestru de sunet: Theodor Negrescu. Redactor muzical: Iulia Maria Cristea. Grafică: Ion Barbu.
Materialul acestui album a fost remasterizat de către colecționarul de discuri Remus Miron (Lektronikumuz) din Brașov, fiind publicat în martie 2021 pe o casetă audio intitulată Antirăzboinică – Remastered Tape (ce conține 16 piese suplimentare).